# Aeroportul Internațional FAP Captain David Abensur Rengifo
Aeroportul Internațional FAP Captain David Abensur Rengifo (IATA: PCL, ICAO: SPCL) este un aeroport din Pucallpa, Coronel Portillo Province⁠(d), Ucayali Department⁠(d), Peru ce deservește zona Pucallpa. Aeroportul a fost tranzitat în 2022 de 630.684 de pasageri.
Situat la o altitudine de 157 m, aeroportul dispune de o singură pistă. Este operat de Aeropuertos del Perú⁠(d).